# Бег на 50 км
Бег на 50 км — классическая дистанция сверхмарафона. Регулируется ИАЮ (Международной ассоциацией сверхмарафона). Соревнования проводятся по шоссе или на стадионе.

## Рекорды
С 1 января 2022 года мировые рекорды на дистанции 50 км регистрирует ИААФ.
 в стадии утверждения
| Мужчины        | Мужчины         | Мужчины      | Мужчины      | Женщины      | Женщины       | Женщины      | Женщины      |
| Результат      | Спортсмен       | Дата         | Место        | Результат    | Спортсменка   | Дата         | Место        |
| Рекорды мира   | Рекорды мира    | Рекорды мира | Рекорды мира | Рекорды мира | Рекорды мира  | Рекорды мира | Рекорды мира |
| -------------- | --------------- | ------------ | ------------ | ------------ | ------------- | ------------ | ------------ |
| 2:40.13        | Стивен Мокока   | 06.03.2022   | Гебеха       | 2:59.54      | Дезире Линден | 13.04.2021   | Орегон       |
| Рекорды Европы |                 |              |              |              |               |              |              |
| 2:47.42        | Ирайц Арроспиде | 01.09.2019   | Брашов       | 3:07.20      | Элисон Диксон | 01.09.2019   | Брашов       |

### На тредмиле в помещении (неофициальный)
- 2:44.19 Иван Моторин 19.04.2020

## Соревнования
Во всем мире существуют сейчас несколько пробегов на 50 км.

### Чемпионаты
В рамках развития официальных мероприятий сверхмарафона ИАЮ в 2004 году организовала чемпионат Европы под названием «Trophée Européen». С 2009 года проводился неофициальный чемпионат мира под названием «Finale de Trophée Mondial». Эти мероприятия привлекают спортсменов, которые имеют хорошую скорость в марафоне и выносливость для 100 километров.

#### Чемпионаты мира
Был заключен договор о проведении 3 первых чемпионатов мира по бегу на 50 км в столице Катара Дохе. 4 декабря 2015 года там состоялся первый официальный чемпионат мира по бегу на 50 км. Но позднее чемпионат 2017 года был отменён. В качестве своеобразного «утешительного» забега выступит пробег 50/100 км 30 сентября 2017 года в Юйси (Китай).
Следующий чемпионат, предварительно запланированный на 28 мая 2023 года в Порт-Элизабет (ЮАР), был отменён.

##### Мужчины
|     | Дата       | Место         | Золото                    | Серебро                 | Бронза                 | Команды |
| --- | ---------- | ------------- | ------------------------- | ----------------------- | ---------------------- | ------- |
| I   | 4.12.2015  | Доха          | Тони Мильоцци 2:52.08     | Арнольд Киптаой 2:55.34 | Самуэль Онгаки 2:56.15 | 8:49.09 |
| II  | 11.11.2016 | Доха          | Тони Мильоцци -2- 2:54.02 | Тайлер Эндрю 2:56.04    | Коллен Маказа 2:56.58  | 8:56.37 |
|     | 2017       | Доха          | отменён                   | отменён                 | отменён                | отменён |
| III | 1.9.2019   | Брашов        | Ирайц Арроспиде 2:47.42   | Лунгиле Гонка 2:48.26   | Дэниэл Нэш 2:49.01     |         |
|     | 27.11.2020 | Акаба         | отменён                   | отменён                 | отменён                | отменён |
|     | 31.10.2021 | Тайбэй        | отменён                   | отменён                 | отменён                | отменён |
| IV  | 28.5.2023  | Порт-Элизабет | отменён                   | отменён                 | отменён                | отменён |

##### Женщины
|     | Дата       | Место         | Золото                 | Серебро                    | Бронза               | Команды  |
| --- | ---------- | ------------- | ---------------------- | -------------------------- | -------------------- | -------- |
| I   | 4.12.2015  | Доха          | Камилла Херрон 3:20.58 | Рисер Кимайо 3:22.45       | Мария Вражич 3:28.15 | 10:50.08 |
| II  | 11.11.2016 | Доха          | Рисер Кимайо 3:22.45   | Неле Альдер-Беренс 3:25.53 | Эми Клементс 3:26.17 | 10:36.01 |
|     | 2017       | Доха          | отменён                | отменён                    | отменён              | отменён  |
| III | 1.9.2019   | Брашов        | Элисон Диксон 3:07.20  | Элен Девис 3:09.16         | Алисия Перес 3:15.09 |          |
|     | 27.11.2020 | Акаба         | отменён                | отменён                    | отменён              | отменён  |
|     | 31.10.2021 | Тайбэй        | отменён                | отменён                    | отменён              | отменён  |
| IV  | 28.5.2023  | Порт-Элизабет | отменён                | отменён                    | отменён              | отменён  |

#### Чемпионаты Европы
Первый чемпионат Европы ИАЮ по бегу на 50 км запланирован на 8 октября 2022 года в Сотильо-де-ла-Адрада (Авила, Испания).

#### Чемпионаты России
Чемпионаты России проходили в Пущино в 2004—2008 годах.